# Kotłowy Żleb

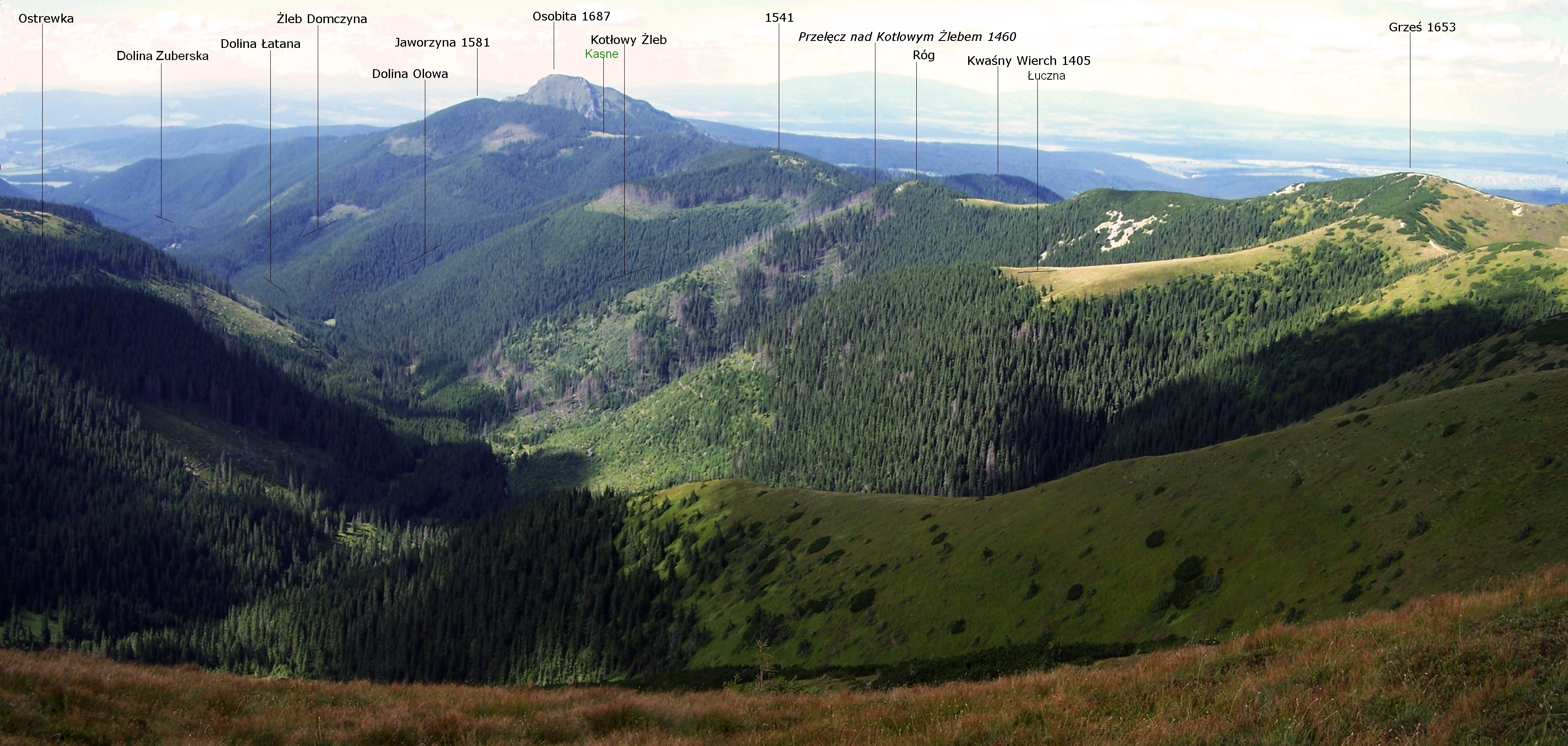
Widok z Długiego Upłazu

Kotłowy Żleb (słow. Kotlový žľab) – żleb w Dolinie Łatanej w słowackich Tatrach Zachodnich. Opada spod Przełęczy nad Kotłowym Żlebem (1460 m) w południowo-zachodnim kierunku do dna Doliny Łatanej (ok. 1250 m n.p.m.). Obecnie jest całkowicie zalesiony, dawniej jednak w górnych partiach jego orograficznie prawych zboczy istniała duża i zaznaczana jeszcze na mapach halizna. To pozostałość dawnego pasterstwa, które ma tutaj stare tradycje; zachowane dokumenty potwierdzają istnienie gospodarstwa Łatana już w 1615 r. Całe orograficznie lewe zbocze Kotłowego Żlebu od dna Doliny Łatanej aż po szczyt Rogu to utworzony już w 1926 r. obszar ochrony ścisłej Rezervácia Kotlový žľab. Był to pierwszy rezerwat przyrody na słowackiej Orawie. Rosną w nim wśród innych drzew stare buki i jodły. W 1990 ich wiek wynosił około 160 lat.